# Schwarzburg-Sondershäuser Oberherrschaft
Als Oberherrschaft der Grafschaft bzw. seit 1697 des Fürstentums des Hauses Schwarzburg-Sondershausen wurden – nach der Topografie benannt, in Abgrenzung zu der Schwarzburg-Sondershäuser Unterherrschaft – mehrere Gebietsteile in Mittel- und Südthüringen bezeichnet. Diese gehörten einst zu den Besitzungen der Herren von Schwarzburg, die Graf Günther XL., der Reiche, zur maximalen Größe in der Grafschaft Schwarzburg vereinte. Unter seinen vier Söhnen wurden diese 1571 im Stadtilmer Vertrag und nochmals 1574 wieder geteilt.
Dabei entstanden die Grafschaften Schwarzburg-Sondershausen unter Johann Günther I., Schwarzburg-Frankenhausen unter Wilhelm I., Schwarzburg-Arnstadt unter Günther XLI. und Schwarzburg-Rudolstadt unter Albrecht VII.

## Daten der Schwarzburg-Sondershäuser Oberherrschaft
- Fläche: 342,96 km²
- Wichtige Orte: Arnstadt, Gehren, Masserberg, Großbreitenbach, Plaue
- Verwaltungsbezirke: Arnstadt und Gehren (räumlich voneinander getrennt)
- Exklaven: Geschwenda, Rockhausen

## Geographische Ausdehnung
Die Schwarzburg-Sondershäuser Oberherrschaft mit den Orten Arnstadt und Gehren als Zentren erstreckte sich vom südlichen Thüringer Becken im Norden über die Reinsberge bis zum Kamm des Thüringer Waldes bzw. Thüringer Schiefergebirges mit dem Rennsteig im Süden. Es umfasste Teile der Flussläufe von Gera, Wipfra, Ilm, Wohlrose und Schwarza. Die Ämter Arnstadt im Norden und Gehren im Süden waren durch einen kleinen Korridor voneinander getrennt. Zum Gebiet gehörten weiterhin die Exklaven Rockhausen im Norden und Geschwenda im Westen.
Das Herrschaftsgebiet liegt heute zum größten Teil im nördlichen Zentralteil (Amt Arnstadt) bzw. im Süden (Amt Gehren) des Ilm-Kreises im südlichen Zentrum des Freistaats Thüringen. Nur Masserberg gehört heute zum Landkreis Hildburghausen und die Orte Garsitz, Oelze und Schwarzmühle zum Landkreis Saalfeld-Rudolstadt.

## Angrenzende Verwaltungseinheiten

### Bis Mitte des 17. Jahrhunderts
Die an die Schwarzburg-Sondershäuser Oberherrschaft grenzenden Gebiete gehörten zu verschiedenen Zeiten zu unterschiedlichen Staaten. Während sich im Osten die Schwarzburg-Rudolstädter Oberherrschaft anschloss, gehörte das Eisfelder Gebiet im Südwesten ab 1375 zur Pflege Coburg. Das sich im Westen anschließende Amt Ilmenau kam 1343 an die Grafschaft Henneberg und wie das Amt Schleusingen nach Aussterben der Grafen von Henneberg von 1583 bis 1660 unter gemeinsame Verwaltung der sächsisch-wettinischen Albertiner und Ernestiner. Die Orte nordwestlich der Schwarzburg-Sondershäuser Oberherrschaft gehörten vor 1645 verschiedenen Ernestinischen Herzogtümern an. Das im Norden angrenzende Gebiet der Stadt Erfurt kam 1648 unter die Herrschaft von Kurmainz. Die sich nordöstlich anschließende Herrschaft Kranichfeld, welche aus der Ober- und Niederherrschaft bestand, war zu verschiedenen Zeiten unter der Herrschaft unterschiedlicher Hoheiten.

### Mitte des 17. Jahrhunderts bis Anfang des 19. Jahrhunderts
Im 16. und 17. Jahrhundert kam es durch verschiedene Teilungen der Ernestinischen Herzogtümer und der Realteilung der Grafschaft Henneberg (1660) zu veränderten politischen Zugehörigen der angrenzenden Territorien. Von 1660/80 bis 1815 grenzte die Schwarzburg-Sondershäuser Oberherrschaft nun an folgende Gebiete:
- Fürstentum Schwarzburg-Rudolstadt (Oberherrschaft): Kerngebiet im Osten und zwischen den Verwaltungsbezirken Arnstadt und Gehren; Exklave Elxleben im Norden; Exklave Angelroda im Osten der Schwarzburg-Sondershäuser Exklave Geschwenda
- Kurfürstentum Sachsen/Fürstentum Sachsen-Zeitz:  Amt Schleusingen an einem kleinen Punkt im Westen
- Herzogtum Sachsen-Weimar, ab 1741 Sachsen-Weimar-Eisenach: Amt Ilmenau (Exklave) im Westen
- Herzogtum Sachsen-Gotha-Altenburg: Amt Wachsenburg mit Ichtershausen im Nordwesten und Witzlebische Gerichte (Kerngebiet im Westen und Exklaven Kettmannshausen, Neuroda und Traßdorf im Zentrum)
- Herzogtum Sachsen-Hildburghausen (seit 1680): Amt Eisfeld im Südwesten
- Erzbistum Mainz, 1802 zu Preußen, 1806–1813 zum Fürstentum Erfurt: Erfurter Gebiet im Norden
- Herrschaft Kranichfeld, geteilt in die Herrschaften Ober- und Niederkranichfeld unter verschiedenen Besitzern, im Nordosten

### Anfang des 19. Jahrhunderts bis 1918
Durch die Bestimmungen des Wiener Kongresses kamen 1815 der kursächsische Anteil der Grafschaft Henneberg und das Erfurter Gebiet an Preußen. 1826 erfolgte die Neugliederung der Ernestinischen Herzogtümer. Dadurch grenzte die Schwarzburg-Sondershäuser Oberherrschaft seitdem im Nordosten und Westen an das Großherzogtum Sachsen-Weimar-Eisenach, im Nordwesten an das Herzogtum Sachsen-Coburg und Gotha und im Südwesten und Nordosten an das Herzogtum Sachsen-Meiningen. Einzig die Schwarzburg-Rudolstädter Oberherrschaft im Osten änderte ihre Zugehörigkeit  nicht.

## Zugehörige Gebiete
Aus: Territorialverteilung um 1700, Entwurf Dr. H. Herz (auf der Grundlage der Gemeindegrenzenkarte von Thüringen), Thür. Historische Kommission, 1937
Das Staatsgebiet der Oberherrschaft von Schwarzburg-Sondershausen bestand aus den zwei getrennten Teilgebieten Arnstadt und Gehren. Dazu kamen noch zwei Exklaven. Der Schwarzburg-Sondershäuser Teil bildete den Westteil der Schwarzburger Oberherrschaft. Die Oberherrschaft von Schwarzburg-Sondershausen beinhaltete die Amtsgerichtsbezirke Arnstadt und Gehren. Die Grafschaft Untergleichen stand unter der Landeshoheit des Herzogtums Sachsen-Gotha-Altenburg und war nach 1631 zeitweise Lehen des Fürstentums Schwarzburg-Arnstadt bzw. Schwarzburg-Sondershausen.

### Ämter der Schwarzburg-Sondershäuser Oberherrschaft
- Amt Arnstadt (mit Arnstadt, Plaue, Siegelbach, Reinsfeld, Dosdorf, Espenfeld, Rudisleben, Roda, Görbitzhausen)
- Amt Gehren (mit Gehren, Langewiesen, Großbreitenbach, Masserberg und Angstedt, Wümbach, Oehrenstock, Jesuborn, Pennewitz, Garsitz, Möhrenbach, Gillersdorf, Willmersdorf, Neustadt, Altenfeld, Oelze)
- Amt Käfernburg (mit Marlishausen, Dornheim, Dannheim, Branchewinda, Oberwillingen, Niederwillingen, Hausen, Bösleben, Witzleben, Wülfershausen, Elleben, Rockhausen, Alkersleben, Ettischleben), später ins Amt Arnstadt integriert
- Enklave Geschwenda
- Enklave Rockhausen
- zwei weitere Flurstücke bei Cottendorf
- Grafschaft Untergleichen (mit Günthersleben, Sülzenbrücken, Ingersleben, Stedten an der Gera) (Lehen unter der Landeshoheit des Herzogtums Sachsen-Gotha-Altenburg)

### Territoriale Veränderungen
Bei einer Neugliederung des Staatsgebietes im Jahre 1850 wurden in der Oberherrschaft die zwei Verwaltungsbezirke Arnstadt und  Gehren gebildet. Der Verwaltungsbezirk Arnstadt umfasste neben der Stadt Arnstadt und ihrer Umgebung die Exklaven Geschwenda und Rockhausen.
Im Jahre 1910 besaß der Verwaltungsbezirk Arnstadt eine Fläche von 172 km² und hatte 28.628 Einwohner. 1912 wurden die beiden Verwaltungsbezirke Arnstadt und Gehren aufgelöst und die Oberherrschaft wurde neu in die nunmehr kreisfreie Stadt Arnstadt und den Kreis Gehren gegliedert. 1918 wurde aus dem Fürstentum Schwarzburg-Sondershausen der Freistaat Schwarzburg-Sondershausen, der wiederum am 1. Mai 1920 im Land Thüringen aufging.

## Orte der Oberherrschaft Schwarzburg-Sondershausen im Jahr 1900

### Verwaltungsbezirk Arnstadt
| - Alkersleben - Angelhausen-Oberndorf - Arnstadt - Behringen - Branchewinda | - Dannheim - Dornheim - Dosdorf - Elleben - Espenfeld | - Ettischleben - Geschwenda (Exklave) - Görbitzhausen - Hausen - Kleinbreitenbach | - Marlishausen - Niederwillingen - Oberwillingen - Plaue - Reinsfeld | - Rockhausen (Exklave) - Roda - Rudisleben - Siegelbach - Witzleben | - Wülfershausen |

Zum Verwaltungsbezirk Arnstadt gehörten noch die unbewohnten gemeindefreien Waldbezirke Arnstadt und Waldsberg.

### Verwaltungsbezirk Gehren
| - Altenfeld - Angstedt - Garsitz - Gehren - Gillersdorf | - Großbreitenbach - Jesuborn - Langewiesen - Masserberg - Möhrenbach | - Neustadt am Rennsteig (schwarzburgischer Anteil)1) - Oehrenstock - Oelze - Pennewitz - Schwarzmühle | - Willmersdorf - Wümbach |

1) der andere Teil gehört zum Herzogtum Sachsen-Meiningen (Kreis Hildburghausen)
Zum Verwaltungsbezirk Gehren gehörten noch die unbewohnten gemeindefreien Waldbezirke Langewiesen, Lehmannsbrück, Masserberg, Neustadt am Rennsteig, Oberbreitenbach, Obergehren,
Unterbreitenbach und Untergehren.